# Бахтияров, Анвар Сахибгареевич
Анвар Сахибгареевич Бахтияров (10 декабря 1928, Кузяново, Башкирская АССР — 25 июня 1995, Янаул, Башкортостан) — советский нефтяник, хозяйственный деятель, общественный деятель, изобретатель. Заслуженный работник нефтяной и газовой промышленности РСФСР (1989), заслуженный нефтяник БАССР (1976), отличник нефтяной промышленности СССР (1972). Награждён орденами Октябрьской Революции (1981), Трудового Красного Знамени (1976), «Знак Почета» (1971), медалями.
Имеет 5 авторских свидетельств на изобретения. Автор печатных работ.
Избирался депутатом Янаульского районного Совета, Верховного Совета БАССР 8-го созыва. Член КПСС с 1959 года
Похоронен на малой родине — в Кузяново, за околицей села.

## Образование
Окончил Макаровскую среднюю школу.
Окончил Московский нефтяной институт (1952), горный инженер-нефтяник.

## Трудовая биография
Бахтияров — один из участников разработки и освоения Туймазинского, Канчуринского, Краснохолмского месторождений нефти и газа.
В 1952—1956 гг. — в НГДУ «Октябрьскнефть»: инженер, старший инженер, начальник отдела;
в 1956—1966 гг. — главный инженер НГДУ «Ишимбайнефть»;
с 1966 по 1989 гг. — начальник НГДУ «Краснохолмнефть».
Бахтияров возглавил НПУ «Краснохолмскнефть» через год после создания управления, придя с должности главного инженера НПУ «Ишимбайнефть». Его преемник Юрий Гаврилович Пензин

## Память
Именем Бахтиярова в 1995 году названа улица Янаула. В решении Янаульского городского Совета от 25 декабря 1995 года говорилось: «…Учитывая большой вклад А. С. Бахтиярова в социально-экономическое развитие города… переименовать ул. Полевая в микрорайоне „Заречный“ на ул. Бахтиярова». На ней жила семья Бахтияровых

Бахтияров запомнился нам как человек требовательный к себе и к людям, отличался предельной честностью и порядочностью, признавал профессионализм во всем, отдавал себя делу без остатка, а в общении был простым. Двадцать три года этот талантливый руководитель возглавлял коллектив нефтяников. За это время НГДУ «Краснохолмскнефть» прочно встало на ноги, были успешно решены не только производственные, но и социальные задачи. Во многом благодаря усилиям Анвара Сахибгареевича тихий сельский райцентр превратился в современный город Янаул. Многоэтажные дома, школы, больницы, учреждения культуры вырастали, как грибы после дождя, строились дороги, вводились в эксплуатацию инженерные коммуникации.— http://www.yanzori.ru/index.php?option=com_content&view=article&id=1872:2013-01-22-02-22-54&catid=39:2011-02-08-06-09-38&Itemid=66